# Ananda Devi
Ananda Devi (sinh ngày 23 tháng 3 năm 1957) là một nhà văn người Mauritius.
Là người gốc Andhra Pradesh, cô được sinh ra tại Trois-Boutiques, Mauritius. Năm 15 tuổi, cô đã giành được một giải thưởng trong một cuộc thi truyện ngắn Radio France Internationale. Cô tiếp tục học tại Trường nghiên cứu phương Đông và châu Phi ở London, nơi cô lấy bằng tiến sĩ nhân học xã hội. Năm 1977, cô xuất bản một tập truyện ngắn Solstices. Sau vài năm ở Brazzaville ở Congo, cô chuyển đến Ferney-Voltaire vào năm 1989, cùng năm đó, cuốn tiểu thuyết đầu tiên của cô là Rue la poudrière được xuất bản. Tiếp theo đó là nhiều tiểu thuyết khác: Le Voile de Draupadi năm 1993, trước đây, năm 1955, Moi, l'interdite, đã nhận được Giải thưởng Đài phát thanh Pháp du Livre de l'Océan Indien.
Cuốn tiểu thuyết của cô, Eve de ses décombres, đã giành giải thưởng Prix des cinq continents de la Francophonie năm 2006, cũng như một số giải thưởng khác. Nó được chuyển thể cho rạp chiếu phim bởi Sharvan Anenden và Harrikrisna Anenden. Vào năm 2007, Devi đã nhận được Chứng nhận tiếng Pháp là Maurice Cagnon du Conseil International d'Études Francophones. Kể từ đó, cô đã giành được các giải thưởng văn học khác, bao gồm giải thưởng Prix du Rayonnement de la langue et de la littérature française của Académie française. Vào năm 2010, cô đã được Chính phủ Pháp làm cho Chevalier des Arts et des Lettres.

## Công trình[1]
- Solstices, tuyển tập truyện ngắn (1977)
- Le poids des êtres, tuyển tập truyện ngắn (1987) 
  - Bản dịch tiếng Anh của "Món quà của Lakshmi" của DS Blair trong Cuốn sách viết về phụ nữ châu Phi của Heinemann (1993)
- Rue la Poudrière, tiểu thuyết (1988)
- Le Voile de Draupadi, tiểu thuyết (1993)
- La fin des pierres et des âges, tuyển tập truyện ngắn (1993)
- tiếng Anh, tiểu thuyết (1997)
- Moi, L'Interdite, tiểu thuyết (2000)
- Pagli, tiểu thuyết (2001) 
  - Bản dịch tiếng Anh của Ananda Devi (Nhà xuất bản Rupa, 2007)
- Soupir, tiểu thuyết (2002)
- La Vie de Joséphin le fou, tiểu thuyết (2003)
- Le Long Désir, tập thơ (2003)
- Ève de ses décombres, tiểu thuyết (2006), đã nhận được giải thưởng Prix des cinq continents de la francophonie, Prix RFO du livre, và Prix Télévision Suisse Romande 
  - Eve Out of Her Ruins Lưu trữ ngày 14 tháng 7 năm 2019 tại Wayback Machine, bản dịch tiếng Anh của Jeffrey Zuckerman (Deep Vellum, 2016; Les Fugologists, 2016; Talking Tiger, 2017)
- Tango Ấn Độ, tiểu thuyết (2007) 
  - Tango Ấn Độ, bản dịch tiếng Anh của Jean Anderson (Host Publications, 2011; Random House India, 2013)
- Le sari vert, tiểu thuyết (2009), người chiến thắng giải thưởng Prix Louis-Guilloux
- Quand la nuit đồng ý à tôi parler, tập thơ (2011) 
  - Khi đêm đồng ý nói chuyện với tôi, bản dịch tiếng Anh của Kazim Ali (HarperCollins Ấn Độ, 2019)
- Les hommes qui tôi parlent, tiểu thuyết tự truyện (2011)
- Les Jours hoạt bát, tiểu thuyết (2013)
- L'trassadeur triste, tuyển tập truyện ngắn (2015) 
  - Bản dịch tiếng Anh của "Đại sứ buồn" của Namrata Poddar xuất bản với sự hợp tác của Hội thảo Nhà văn người Mỹ gốc Á (2015)
  - Bản dịch tiếng Anh của "The Lan" của Ananda Devi được xuất bản như một phần của tuyển tập trực tuyến PEN World Voices Lưu trữ ngày 4 tháng 3 năm 2016 tại Wayback Machine 2015 (2015)
  - Bản dịch tiếng Anh của "Kari Disan" của Jeffrey Zuckerman được xuất bản như một phần của từ không có biên giới số tháng 5 năm 2017 (2017)
- Ceux du lớn, tập thơ song ngữ (2017)
- L'illusion poétique, tuyển tập truyện ngắn (2017) 
  - Bản dịch tiếng Anh của "Weaving Dreams" của Jean Anderson được xuất bản như một phần của từ không có biên giới số tháng 5 năm 2012 (2012)
- Manger l'autre, tiểu thuyết (2018)
- Le rire des déesses, Grasset, (2021)
- Deux malles et une marmite Grasset, (2022)